# Врхов Дол (Руше)
Врхов Дол (словен. Vrhov Dol) је некадашње насељено место у општини Руше, Подравска регија, Словенија.

## Историја
До територијалне реорганизације у Словенији била је у саставу старе општине Руше. До 1992. године представљао је део насеља Врхов Дол, које је општинским административним границама било подељено на два дела: Врхов Дол (Марибор) и Врхов Дол (Руше). 1992. године насеље Врхов Дол (Руше) је укинуто и припојено насељу Лог, а насеље Врхов Дол (Марибор) наставља да постоји под именом Врхов Дол.

## Становништво
| Број становника према пописима |
| ------------------------------ |
| 1991                           |
| 72                             |

Напомена: Године 1992. укинут и припојен насељу Лог.